# Vlagstaartscharrelaar
De vlagstaartscharrelaar (Coracias spatulata) is een soort scharrelaar die een opvallende staart heeft met lange sierveren. Hij komt voor in Afrika.

## Kenmerken
De vogel is 28 tot 30 cm lang, met volgroeide staartuiteinden is de vogel 8 cm langer. De vogel weegt 88 tot 111 g. Het is de kleinste soort Afrikaanse scharrelaar met lange, lepelvormige sierveren aan de staart. De nominaat heeft een wit voorhoofd en wenkbrauwstreep. De nek en kruin zijn dof groen en de rug is roodbruin. De vleugels en de stuit zijn donkerblauw. De vogel is verder van onder lichtblauw.

## Verspreiding en leefgebied
Deze vogel komt in zuidelijk Afrika voor van Angola, zuidoostelijk Congo en zuidelijk Tanzania tot noordelijk Botswana, Zimbabwe, Malawi en Mozambique.
Het is een vogel van bepaalde type bos met bomen uit de geslachten Brachystegia (miombo), Colophospermum (mopane) en Baikiaea (Afrikaans teak). De vogel is meer gebonden aan bos dan de andere Afrikaanse scharrelaars. Buiten de broedtijd wordt de vogel echter ook gezien in veel kalere savannegebieden.

## Status
De grootte van de populatie is niet gekwantificeerd. De vogel is plaatselijk algemeen, maar in het leefgebied wordt veel gekapt, waardoor de vogel in aantal achteruitgaat. Echter, het verspreidingsgebied is groot en tempo van aantasting ligt onder de 30% in tien jaar (minder dan 3,5% per jaar). Om deze reden staat de vlagstaartscharrelaar als niet bedreigd op de Rode Lijst van de IUCN.